# 서울고속 (충북)
서울고속(―高速)은 충청북도 소재의 시외버스 업체로, 본사는 충청북도 청주시 흥덕구 복대동에 있다. 계열사로는 같은 충청북도의 시외버스 업체인 새서울고속을 비룻하여 삼부개발 (부동산 개발업체, 서울특별시 성동구 성수동2가 소재)과 서울특별시의 택시업체인 대한상운 (서울특별시 성동구 성수동1가 소재)이 있다.

## 역사
1951년 7월 19일 직행버스 면허를 취득하고 1954년 서울버스공사로 창립하였다. 1995년 대한교통을 합병하면서 충청북도 단일 업체로는 최대의 버스를 보유하게 되었다. 2000년 충일고속을 인수한 다음 새서울고속으로 출범시켰다. 고속버스 면허는 2006년 6월 15일에 취득했다.

## 운행 노선
2015년 12월 기준이다.
| 운행업체 | 면허 대수 | 면허 대수 | 면허 대수 | 면허 대수 |
| -------- | --------- | --------- | --------- | --------- |
| 운행업체 | 대수 합계 | 직행형    | 고속형    | 예비      |
| 서울고속 | 143       | 137       | 6         | -         |

### 고속버스
2019년 4월 기준이다. 모든 노선이 시외버스에서 고속버스로 전환된 노선이다.
| 운행 노선         | 공동 운행사 | 운행구간 | 운행구간 | 운행구간 | 경유지   | 운행 대수 | 운행 대수 | 비고                                                                                 |
| 운행 노선         | 공동 운행사 | 운행구간 | 운행구간 | 운행구간 | 경유지   | 일반      | 우등      | 비고                                                                                 |
| ----------------- | ----------- | -------- | -------- | -------- | -------- | --------- | --------- | ------------------------------------------------------------------------------------ |
| 서울남부 ↔ 북청주 | 새서울고속  | 서울남부 | ↔        | 북청주   | 오창산단 | -         | 4         | 미운행 노선                                                                          |
| 고양 ↔ 충주       | 중앙고속    | 고양백석 | ↔        | 충주     | 고양화정 | 1         | 1         | 2013년 7월 24일 신설 인가 2013년 10월 23일 신설 2014년 9월 29일 화정터미널 추가 경유 |

### 시외버스
남서울발 노선
- 남서울 ~ 청주 ~ 보은 ~ 속리산
- 남서울 ~ 청주 ~ 보은 ~ 상주
- 남서울 ~ 오송읍 행정복지센터 ~ 오송역 ~ 오송생명과학단지

수원발 노선
- 수원 - 아주대학교 - 영통 - 신갈 - 청주
- 수원 - 오산역 - 청주 (경기대원삼흥고속과 공동운행)
- 수원 - 아주대학교 - 영통 - 정부대전청사 - 유성

청주발 노선
- 청주 - 동서울 (일부 시간 보은 / 속리산 착발)
- 청주 - 강남 (일부 시간 보은 / 속리산 착발)
- 청주 - 남서울 (일부 시간 상주 / 보은 / 속리산 착발)
- 청주 - 남청주 - 대전 (경기대원삼흥고속, 충북리무진, 대성고속, 친선고속, 금남고속과 공동운행)
- 청주 - 북청주 - 증평 - 음성 - 충주 - 제천 (일부 시간대에는 제천이 아닌 단양 / 원주 등으로 운행하며 심지어는 충주에서 끝나는 시간도 있다. 경기대원삼흥고속, 대성고속, 충북리무진, 친선고속과 공동 운행하나 심야직행은 이 회사 단독이다.)
- 청주 - 북청주 - 진천 - 덕산 - 무극 (일부 시간 장호원읍 착, 친선고속과 공동 운행)
- 청주 - 증평[3] - 음성 - 무극 - 생극 - 감곡 - 장호원
- 청주 - 증평 - 괴산 (일부 시간 외사 착, 충북리무진, 친선고속과 공동 운행)
- 청주 - 원주 - 홍천 - 춘천 (일부 시간대 충주 완행 경유)
- 청주 - 북청주 - 진천 - 광혜원 - 대소 - 삼성 (친선고속과 공동 운행)
- 청주 - 유성 - 전주 (금남고속, 전북고속과 공동 운행)
- 청주 - 강릉 (강원여객, 강원흥업, 동해상사고속과 공동 운행)
- 청주 - 부천 (경기대원삼흥고속, 대성고속과 공동 운행)
- 청주 - 의정부 (경기대원삼흥고속, 대성고속과 공동 운행)
- 청주 - 보은 - 속리산
- 청주 - 옥천 - 영동 (거창고속, 경기대원고속, 대성고속, 충북리무진, 친선고속과 공동 운행하나 심야직행은 이 회사 단독이다.)
- 청주 - 북청주 - 충주 - 제천 (충주까지 직통, 이후 직행이며 충주에서 끝나거나 제천이 아닌 원주 등으로 운행하거나 한국교통대학교 충주캠퍼스를 진출입하는 시간도 일부 있음. 경기대원삼흥고속, 대성고속, 충북리무진, 친선고속과 공동 운행)
- 청주 - 순천 - 광양 - 동광양 - 여수 (2012년 세계 박람회장 경유, 금호고속과 공동 운행)
- 청주 - 의왕 - 안양 (경기대원삼흥고속, 금남고속과 공동운행)

북청주발 노선
- 북청주 - (청주국제공항) - 강남
- 북청주 - 동서울
- 북청주 - 청주국제공항 - 오창과학산업단지 - 인천
- 북청주 - 오창과학산업단지 - 아주대학교 - 수원
- 북청주 - 청주 - (고속도로) - 대소 - 삼성 - 무극

충주발 노선
- 충주 - 의정부 (경기대원삼흥고속과 공동 운행, 운행 중단)
- 충주 - 증평 - 광주광역시 (광신고속과 공동 운행)

대전발 노선
- 대전복합 - 의정부 (금남고속과 공동 운행)
- 대전복합 - 춘천 (무정차 제외, 청주발 노선과 동일)
- 대전복합 - 청주 - 원주 - 홍천 - 춘천 (금남고속, 금강고속, 강원고속과 공동 운행)
- 대전복합 - 일죽 - 장호원
- 대전복합 - 충주 (충북리무진, 경기대원삼흥고속과 공동 운행. 일부 시간대 산척 - 백운 - 제천까지 운행)
- 대전복합 - 진천 (충북리무진과 공동 운행)
- 대전복합 - 오창 - 청주국제공항
- 대전복합 - 강릉 - 동해 - 삼척 (경기대원삼흥고속과 공동 운행)
- 대전복합 - 옥천 - 보은 - 속리산 (충북리무진과 공동 운행)
- 유성 - 청주국제공항 - 진천 - 충북혁신도시

천안발 노선
- 천안 - 강릉 (강원여객, 금남고속, 충남고속과 공동 운행)

전주발 노선
- 전주 - 유성 - 충주 (금남고속, 전북고속과 공동 운행)
- 전주 - 유성 - 강릉

세종시발 노선
- 세종시 - 세종청사 - 오송역 - 충북혁신도시 (충북리무진과 공동 운행, 운행 중단)

군산발 노선
- 군산 - 익산 - 오창산단 - 강릉

단양발 노선
- 단양 - 제천 - 송도국제도시 - 인천국제공항 (운행 중단)

## 운행 차량
그랜버드 원메이크로 운용한다.
기아
- 뉴 그랜버드 파크웨이
- 그랜버드 슈퍼 프리미엄 파크웨이

## 사진

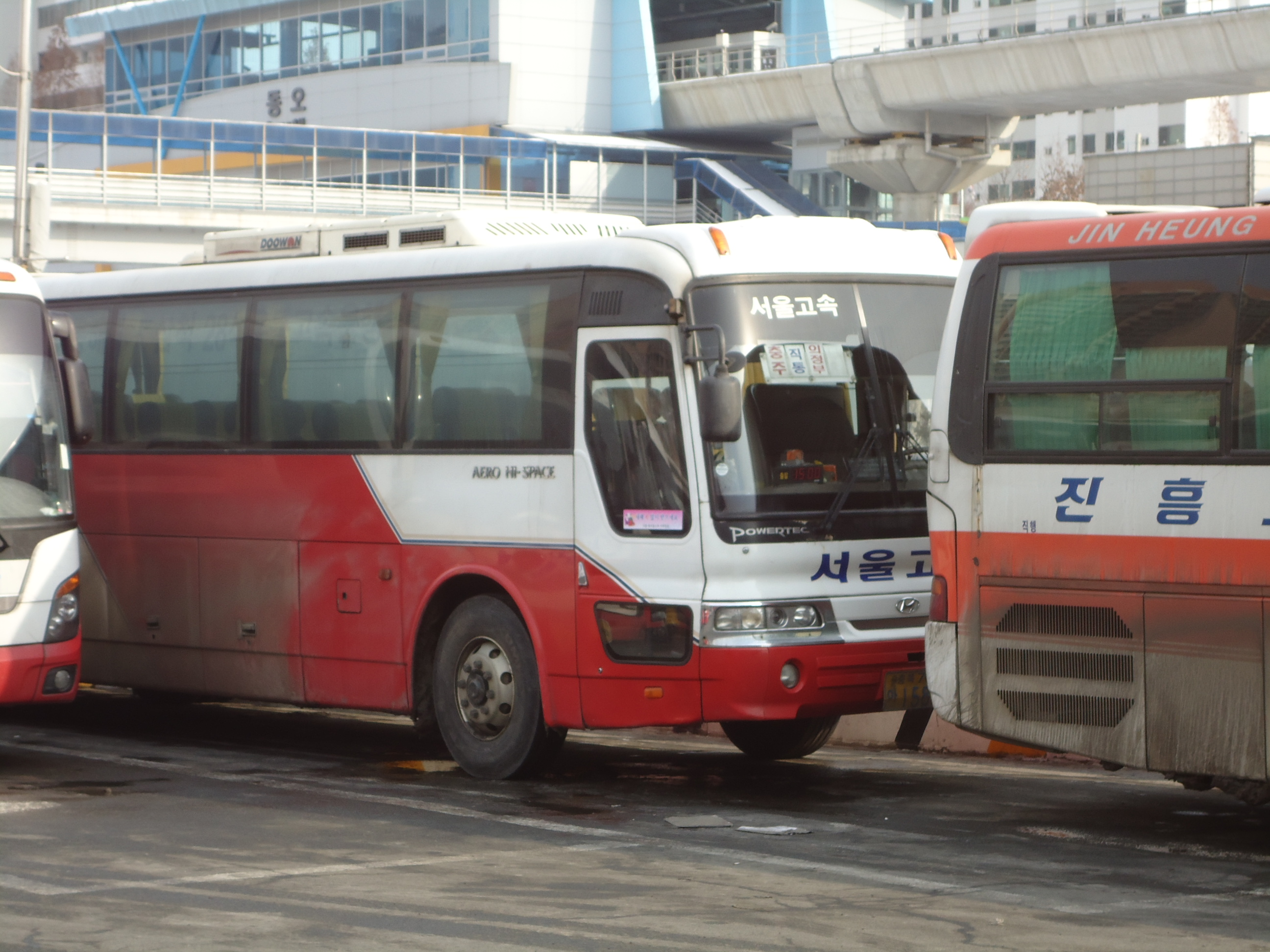
충주 ↔ 의정부 노선
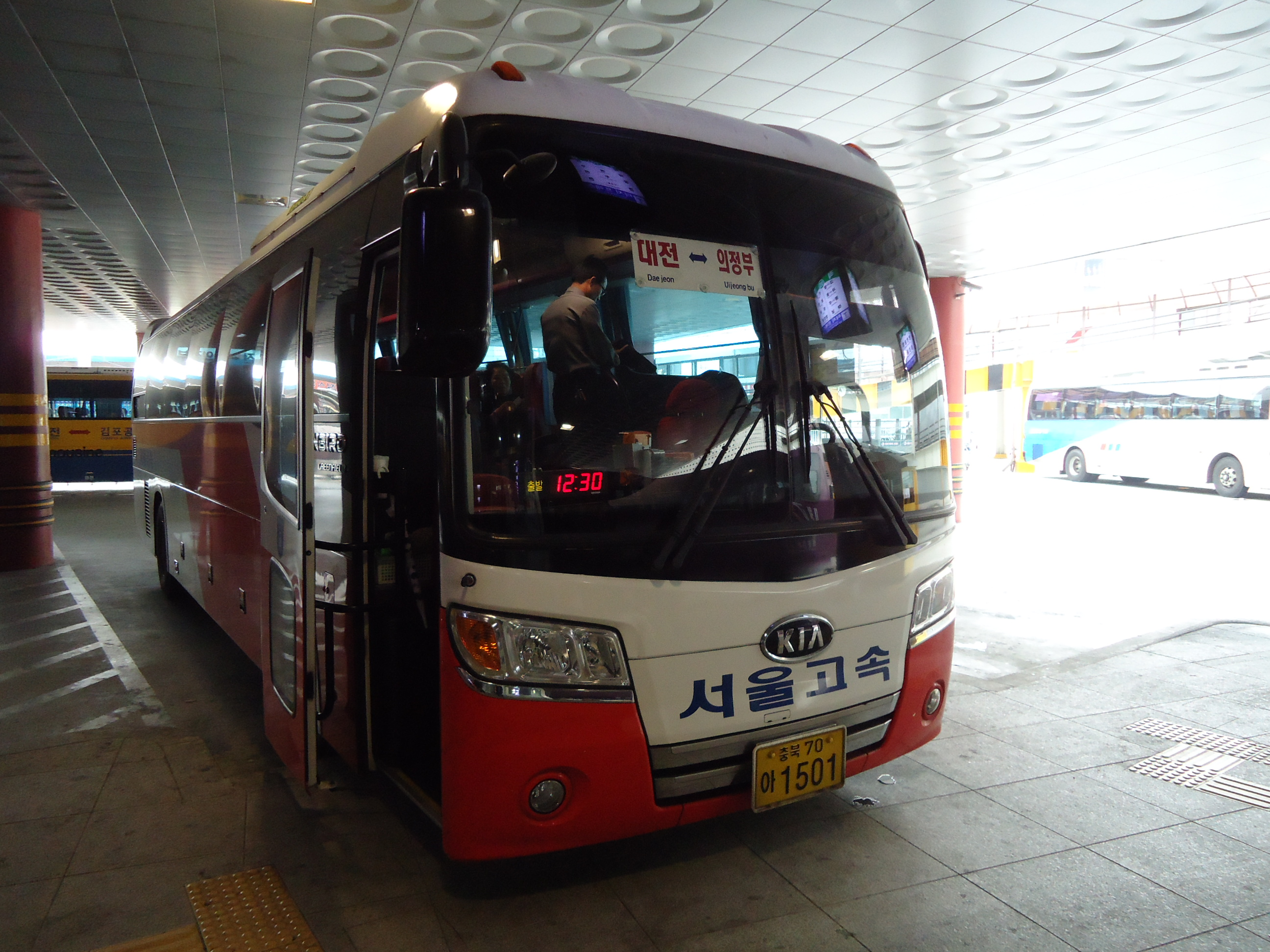
대전 ↔ 의정부 노선
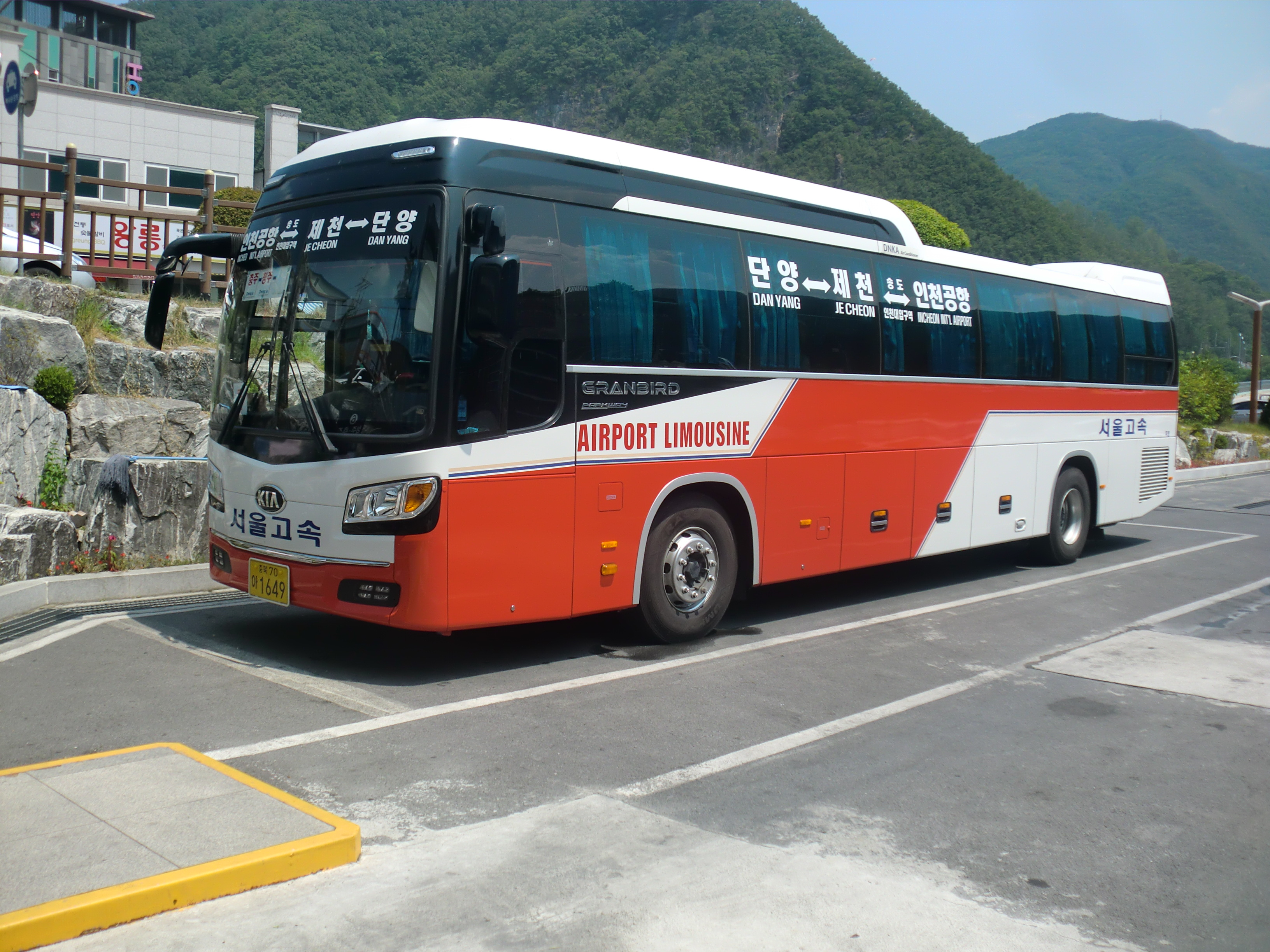
단양 ↔ 인천공항 리무진 노선
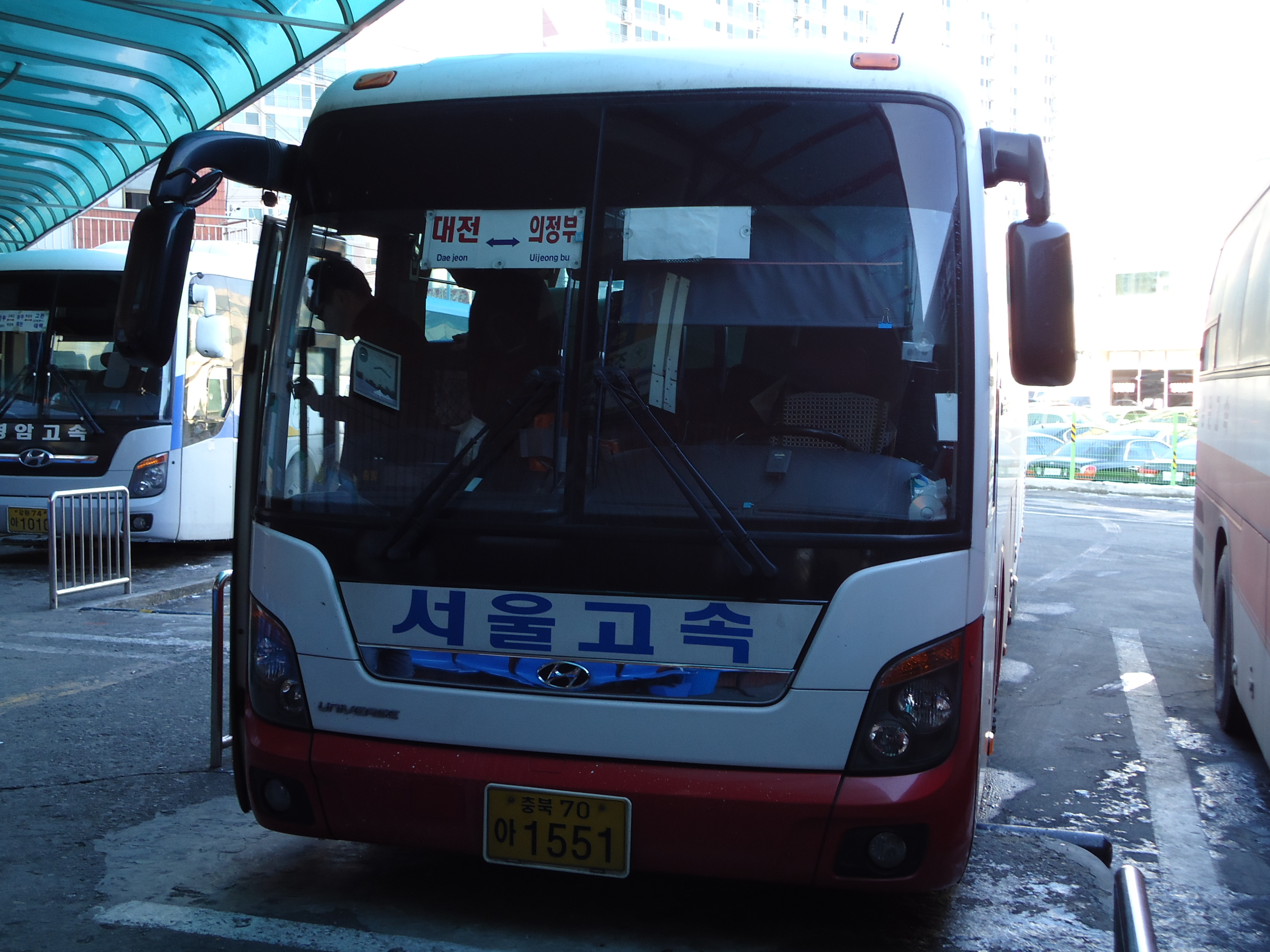
대전 ↔ 의정부 노선
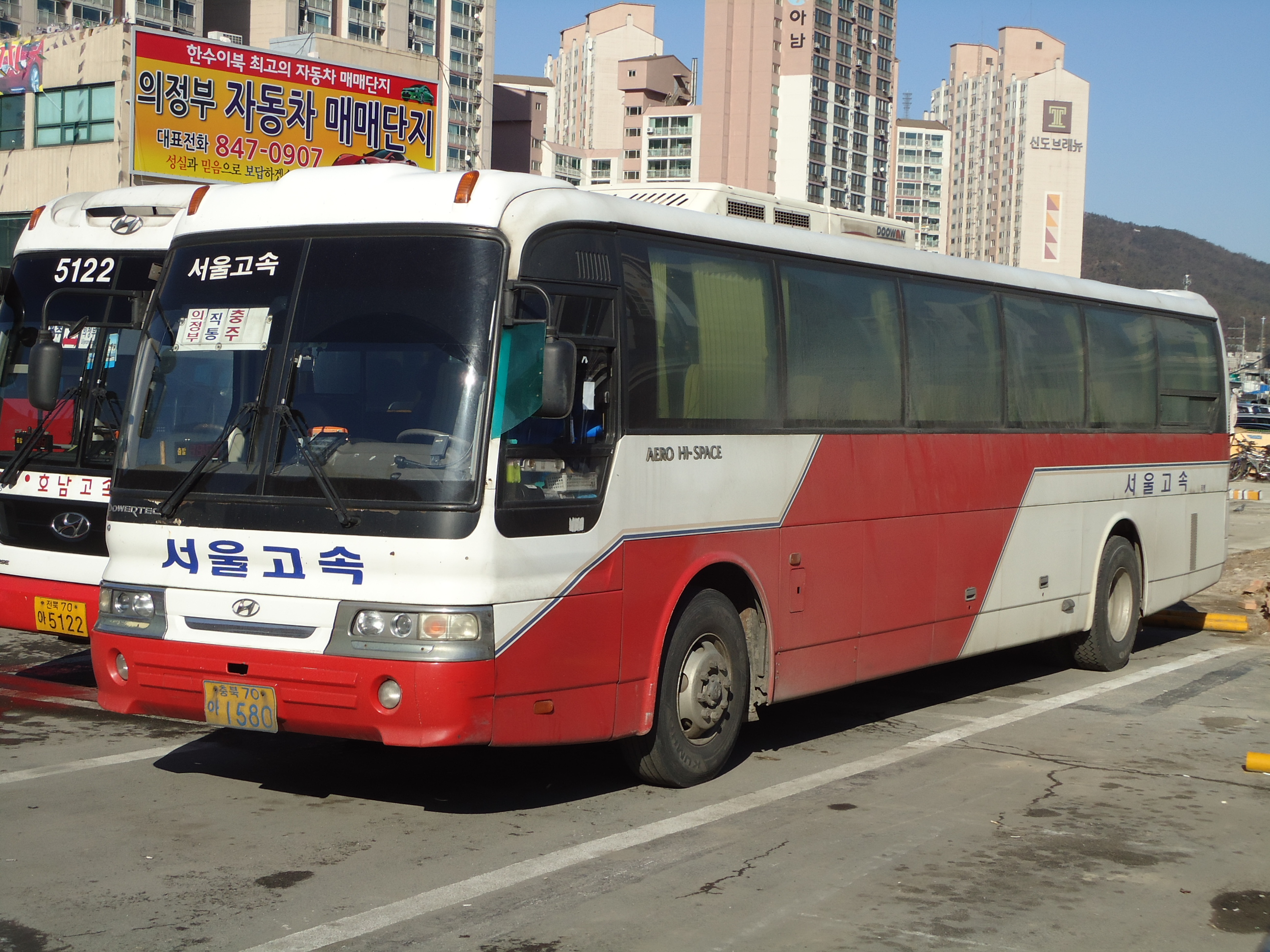
충주 ↔ 의정부 노선
충주 ↔ 의정부 노선

## 같이 보기
- 새서울고속